# Karl-Ewald Fritzsch
Karl-Ewald Fritzsch (* 27. Juli 1894 in Hallbach; † 2. Oktober 1974 in Dresden) war ein deutscher Volkskundler und Pädagoge. Fritzsch war Direktor des Instituts für Volkskunde an der Deutschen Akademie der Wissenschaften zu Berlin. Als solcher war er unter anderem beteiligt an der Herausgabe der Reihe Werte der deutschen Heimat.

## Schriften
- 1942: Das Kind im Brauchtum Sachsens
- 1957: Bergmännische Trachten des 18. Jahrhunderts im Erzgebirge und im Mansfeldischen (mit Friedrich Sieber)
- 1965: Deutsches Spielzeug

## Ehrungen
- 1938: Ehrengabe des sächsischen Staates für volkskundliches Schrifttum und heimatgebundene Volkslieder[1]